# Black Violin
Black Violin ist ein US-amerikanisches Crossover-Duo, das klassische Musik und R&B miteinander vermischt. 2004 machte ein Auftritt bei den Billboard Awards sie bekannt. 2015 kamen sie mit dem Album Stereotypes in die US-Charts. Ihr Album Take the Stairs von 2019 brachte ihnen eine Grammy-Nominierung.

## Bandgeschichte
Der Violinist Kevin Sylvester und der Bratschist Wilner Baptiste lernten sich bei einem Musikprojekt für High-School-Schüler in Fort Lauderdale kennen. Obwohl sie danach verschiedene Universitäten besuchten, gründeten sie gemeinsam Black Violin. Benannt ist das Duo nach einem Album des Jazzviolonisten Stuff Smith. Mit ihren Auftritten erlangten sie Bekanntheit und sie wurden als Begleitung von Alicia Keys für einen Auftritt bei den Billboard Awards 2004 engagiert. 2005 gewannen sie den Talentwettbewerb Showtime im Apollo Theater in New York.
2008 veröffentlichten sie ihr Debütalbum Black Violin, 2012 erschien Album Nummer zwei Classically Trained. Gleichzeitig engagierten viele bekannte Künstler sie als Vorgruppe für ihre Touren, darunter der Wu-Tang Clan, Aerosmith und Kanye West. Daraufhin nahm sie der Klassik-Zweig von Universal Music unter Vertrag. Dort erschien 2015 das Album Stereotypes. Damit stiegen sie auf Platz 1 der Crossover-Charts und Platz 4 der R&B-Charts. In den offiziellen Albumcharts erreichten sie Platz 146.
Doch nach der einen Veröffentlichung trennten sie sich wieder von Universal und gründeten ihr eigenes Label Di Versatile. Dort veröffentlichten sie Ende 2019 ihr viertes Album Take the Stairs und führten damit erneut die Crossover-Charts an. Bei den Grammy Awards 2021 wurden sie in der Kategorie Bestes Instrumentalalbum für eine Auszeichnung nominiert.

## Mitglieder
- Kevin Sylvester, Violinist
- Wilner Baptiste, Bratschist

## Diskografie
Alben
- Black Violin (2008)
- Classically Trained (2012)
- Stereotypes (2015)
- Take the Stairs (2019)
- Give Thanks (Weihnachtsalbum, 2020)